# Trilepida brasiliensis
Espèce
Synonymes
- Leptotyphlops brasiliensis Laurent, 1949
- Siagonodon brasiliensis (Laurent, 1949)

Trilepida brasiliensis est une espèce de serpents de la famille des Leptotyphlopidae.

## Répartition
Cette espèce est endémique du Brésil. Elle se rencontre dans les États du Minas Gerais, de Bahia et du Piauí.

## Étymologie
Son nom d'espèce, composé de brasil(i) et du suffixe latin -ensis, « qui vit dans, qui habite », lui a été donné en référence au lieu de sa découverte.

## Publication originale
- Laurent, 1949 : Note sur quelques reptiles appartenant à la collection de l'Institut Royal des Sciences Naturelles de Belgique. III. Formes américaines. Bulletin de l'Institut royal des Sciences naturelles de Belgique, vol. 25, n. 9, p. 1-20.